# 談話分析
談話分析（だんわぶんせき、英語：discourse analysis）または談話研究（だんわけんきゅう、英語：discourse studies）は、記述による言語使用、発話による言語使用、身振り手振りによる言語使用を分析するための様々な方法論である。

## 概要
談話分析の対象となるのは、言説、記述、談話、会話、伝達行為などで、文、主題、発話行為、会話のやり取りにおける首尾一貫した連続性によって様々に定義される。伝統的な言語学とは対照的に、談話分析は｢文境界を越えた｣言語使用の分析だけではなく、｢自然に生じる｣言語使用、操作されていない状況下における事例の分析を行う。談話分析は、それぞれ仮説や方法論を確立している言語学、人類学、社会学、認知心理学、社会心理学、国際関係論、コミュニケーション研究などの様々な社会科学の研究領域と関連して応用されている。
談話分析で主に扱われる言説は比喩、表象、物語、陳述などを含む特定のまとまった意味の集合とその表現法を指している。言説が意味を示す場合はあらゆる言語使用の背景となっている意味の構造で認めることができる。一例としては「彼は宗教の信者である」という言語使用においても、「宗教が非科学的で非合理的だ」という言説に基づくのと、「宗教は人間の精神性を育むものだ」という言説に基づくのとでは、含意するものが全く異なることで示すことができる。あらゆる対象には多様な言説が認められており、それぞれの言説がそれぞれの意味を構築しようとしているのである。
あるテクストに含む内的矛盾や受容されている諸前提を明らかにしながら隠された意味を示すことや、諸真理と見なされるものがどのような権力関係を持ちながら構築されているのか、その言説はどのような発展を辿ってきたのかを明らかにすることが談話分析によって可能となる。具体的な方法論としては研究対象となっている言語を精査した上で反覆されているために重要と思われる記述に着目し、記述された特定のイメージを形成する意味の語彙を抽出する。そしてそれら語彙の対照性や類似性に注意しながらそれが含意するものや、その意味の関係性において矛盾や抑圧、また特定の目的意識が発見できないのかを試みる。

## 理論的背景
談話分析の理論的背景には社会構築主義の思想がある。社会的構築主義では、自明とされている客観的な世界観を方法論として懐疑することで多様な分析の着眼点を示す。例えばそれは男性や女性という人間の基本的範疇が生物的性差を反映するに過ぎないものかを懐疑することである。通常において使用されている概念や範疇は必ず特定の歴史的、文化的背景を伴うものであり、したがって自明な概念や範疇を持ち出すことは疑わしくなる。世界を把握するためのあらゆる知識はそもそも社会生活によって構築されたものであり、その社会関係においては「真理」という概念すらも社会による恣意的な決定に左右されうるのである。